# San Prosdocimo (Donatello Firenze)
Il frammento del San Prosdocimo è un'opera attribuita a Donatello. È un rilievo in marmo con intarsi policromi (187x30 cm) ed è conservato al Museo del Cenacolo di Santo Spirito di Firenze.

## Storia e descrizione
L'opera proviene da una casa di Padova, dove era utilizzato come gradino. Risalirebbe quindi al periodo padovano dell'autore (1443-1453). Arrivato a Firenze con Salvatore Romano, entrò a far parte delle opere della sua collezione personale poi donate al comune.
Fiocco ipotizzò che il rilievo frammentario facesse parte della decorazione posteriore dell'altare di Sant'Antonio da Padova, demolito nel 1579. L'ipotesi venne confutata da Guidaldi.
Janson negò l'attribuzione al grande scultore, mentre Becherucci la riconfermò. Il santo vescovo padovano fa coppia con il rilievo del San Massimo.